# Шмарје при Сежани
Шмарје при Сежани (словен. Šmarje pri Sežani, итал. Santa Maria di Sesana) је насељено место у општини Сежана, Обално-крашка регија, Словенија.

## Историја
До територијалне реорганизације у Словенији било у саставу старе општине Сежана.

## Становништво
У попису становништва из 2011. године, Шмарје при Сежани је имало 288 становника.
| Број становника према пописима | Број становника према пописима | Број становника према пописима |
| ------------------------------ | ------------------------------ | ------------------------------ |
| 1991                           | 2002                           | 2011                           |
| 226                            | 260                            | 288                            |

Напомена: До 1955. исказивано под именом Шмарје.